# Trio (gruppo musicale)
I Trio sono stati un gruppo musicale tedesco, appartenenti alla Neue Deutsche Welle, attivo dal 1979 al 1984.

## Storia
Fondati nel 1979, i Trio erano Stephan Remmler (voce, occasionalmente tastiere), Gert 'Kralle' Krawinkel (chitarra) e Peter Behrens (batteria). Il gruppo è conosciuto soprattutto per il brano Da Da Da ich lieb dich nicht du liebst mich nicht aha aha aha, conosciuto anche più semplicemente come Da Da Da, pubblicato nel 1982. La canzone, inusuale e minimale, raggiunse i primi posti delle classifiche in Europa. Dopo aver pubblicato un album dal vivo nel 1982, i Trio vennero scritturati dalla Mercury Records. La band si sciolse nel 1984.

## Formazione
- Stephan Remmler - voce, tastiere
- Gert "Kralle" Krawinkel - chitarra
- Peter Behrens - batteria

## Discografia

### Album
- 1982 - Trio
- 1982 - Trio live im Frühjahr 82
- 1983 - Bye Bye
- 1985 - Whats the Password

#### Raccolte
- 1986 - 5 Jahre zuviel
- 2000 - Trilogie

### Singoli
- 1982 - Da Da Da ich lieb dich nicht du liebst mich nicht aha aha aha
- 1982 - Da Da Da I Don't Love You You Don't Love Me Aha Aha Aha
- 1982 - Anna - Letmein Letmeout
- 1983 - Boom Boom
- 1983 - Hearts Are Trump
- 1983 - Tooralooralooraloo - Is It Old & Is It New
- 1984 - Tutti frutti
- 1985 - Ready For You